# Piskowiec
Piskowiec (dawn. Piaskowiec) – osiedle w Łodzi na Bałutach. Dawna wieś, przyłączona do miasta w 1946. Leży nad Sokołówką, w okolicy ulicy Szczecińskiej na wysokości ulicy Skibowej. 

## Historia
Od 1867 w gminie Radogoszcz w powiecie łódzkim. W okresie międzywojennym należał do powiatu łódzkiego w woj. łódzkim. W 1921 roku liczba mieszkańców wynosiła 61. 1 września 1933 utworzono gromadę (sołectwo) Teofilów w granicach gminy Radogoszcz, składającej się ze wsi Teofilów i Piskowiec. Podczas II wojny światowej włączony do III Rzeszy.
Po wojnie Piskowiec powrócił na krótko do powiatu łódzkiego woj. łódzkim, lecz już 13 lutego 1946 włączono go wraz z całą gminą Radogoszcz do Łodzi.